# Dalai Khan
Dalai Khan was een Mongoolse khan van de Khoshut-Mongolen, een onderstam van de Oirat-Mongolen. Dalai Khan is de zoon van Dayan Otschir Khan die hij opvolgde van 1668 tot 1701. Hij werd opgevolgd door zijn zoon Tenzin Wangchuk Khan.